# Gaik (Sainte-Croix)
Pour les articles homonymes, voir Gaik.
Gaik est une localité polonaise de la gmina de Działoszyce, située dans le powiat de Pińczów en voïvodie de Sainte-Croix.